# فيل بارسونز
فيل بارسونز (بالإنجليزية: Phil Parsons)‏ هو مالك فريق ناسكار ‏ ومعلق رياضي أمريكي، ولد في 21 يونيو 1957 في ديترويت في الولايات المتحدة.